# 沢木涼子
沢木 涼子（さわき りょうこ、1973年4月3日 -  ）は、日本の元タレント、元レースクイーン。

## 人物
1973年（昭和48年）、東京都生まれ。簿記3級、小型船舶4級免許の資格を持っている。
初めは、ヘアヌードモデル、レースクイーンとして活動し、『エンドレス・スポーツ』レースクイーン（1997年）、『Birdy ナイスバーディーレディー』などを務めた。その後、芸能事務所ホリプロに所属し、競艇のイメージガール『PEEK-A LABEL』のメンバーにも選ばれた。また、タレントとしてテレビ出演し、ミニスカポリス（5代目）、ワンダフルガールズ（初代）のメンバーだった。所属事務所はKIEプロモーション→スパイス。
私生活では2000年に妊娠、プロ野球・千葉ロッテマリーンズの竹清剛治と結婚したが、後に離婚。
現在は、娘のシングルマザーとして会社勤めをしている。

## 主な出演

### テレビ
- ワンダフル
- スーパージョッキー
- 出動!ミニスカポリス
- 天国に一番近い男
- スキヤキ!!ロンドンブーツ大作戦
- 『新・帰ってきたOL三人旅香港編』
- 湾岸署婦警物語 初夏の交通安全スペシャル
- サラリーマン金太郎
- to Heart 〜恋して死にたい〜

### CM
- ファミリーマート
- ミスタードーナツ

### ビデオ
- かげろう（1997年）
- Go！Go！レースクィーン Hot Catalogue Vol.2（1997年）
- RACE QUEEN 1997-1998 FULL SPEC PART1（1997年）
- 楽園のスーパーボディ（1997年）
- RACE QUEEN COLLECTION -ENDLESS-（1997年）
- レースクイーンコレクション Private Legs（1999年）ソロ作

### 舞台
- 旅の途中（劇団唖然房・1998年）

## 写真集
- BEST OF Racing VENUS21（コスミックインターナショナル、1997年）
- BEST OF RACE QUEENS'97（音楽専科社、1997年）
- RACEQUEEN&CAMPAIGN GIRL GUIDE BOOK（マガジンボックス、1997年）
- レースクイーン 1997～1998 ベスト30写真集（扶桑社、1998年）
- Private Legs（扶桑社、1999年）ソロ作

## CD
PEEK-A LABEL
- START（1998年1月21日）
- High Tension（1999年3月17日）

## CD-ROM
- 沢木涼子inBALL（1997年6月25日）